# Ntcham (Sprache)
Ntcham (auch Tobote, Ncham, Bassar, Bassari, Basari, Basar, Basare in Ghana, und in Togo Bassar, Basare, Bassari, Basari, Basar, Ncham, Natchamba, Tobote) ist eine Sprache in Togo (100.000 Sprecher, 2003 SIL) und in Ghana mit 57.000 (2004 SIL) Sprechern.
Muttersprachler sind allerdings nur die 24.000 Ntcham.
Anerkannte Dialekte sind Bitaapul in Ghana und Ncanm, Ntaapum, Ceemba, Linangmanli in Togo.